# Girls magazine
 (juillet 2009).
Si vous disposez d'ouvrages ou d'articles de référence ou si vous connaissez des sites web de qualité traitant du thème abordé ici, merci de compléter l'article en donnant les références utiles à sa vérifiabilité et en les liant à la section « Notes et références ».
Bravo Girls ! est un magazine de la presse féminine français créé en 1991 qui a cessé sa parution en 2011.

## But
L’objectif du titre, qui s’adresse aux jeunes filles âgées de 14 à 16 ans, était de répondre sans détour à leurs questions. 

## Différences
Il est différent du concurrent direct, qui est alors Miss Star Club (mensuel), sur plusieurs points. Il est bimensuel, un peu parisien, plus populaire et surtout moins cher. Il ne coûte en effet que 9 francs, argent de poche oblige ! Le succès sera au rendez-vous. On y trouve des conseils et les sujets chers aux adolescentes sur la beauté, la mode, les "people" et la sexualité.
Le journal évolue ainsi au fil des ans, mais voit chuter ses ventes au milieu des années 1990.

## Historique
En 1991, fondation du magazine Bravo Girls !
En 1992, les Éditions Bauer décident d’adapter en France un de leurs titres à succès et lancent, au printemps, le titre Bravo Girls!
En 1997, le journal fait appel à Françoise de La Forest, longtemps pigiste pour Femmes d'aujourd'hui, Intimité, Modes & Travaux et collaboratrice sur Miss Star Club, elle est nommée rédactrice en chef. 
En 1998, la rédaction présente le nouveau visage du journal. La pagination augmente, passant de 64 à 100 pages, la cible visée est vieillie pour toucher les 15-18 ans, le logo modifié, la maquette rajeunie et le prix revu à la hausse. Bravo Girls est rebaptisé simplement Girls ! et change de périodicité, il devient mensuel. Le but de ces changements est de coller aux attentes des lectrices, qui ont évolué. Des sujets comme le sida, les préservatifs ou les MST (Infection sexuellement transmissible) n’étaient pas encore au cœur de leurs préoccupations au lancement du titre en 1992.
En 2004, après son succès, en juin de cette même année, le magazine reçoit le Grand prix de la Une de presse dans la catégorie Jeunesse.
En 2008, Girls a une nouvelle maquette et change le style de la couverture.
En décembre 2010, le groupe Bauer annonce l'arrêt du titre, après la parution d'un dernier numéro daté février 2011.